# Vegyes váltó triatlon a 2010. évi nyári ifjúsági olimpiai játékokon
A vegyes váltó triatlon a 2010. évi nyári ifjúsági olimpiai játékokon a triatlon egyik versenyszáma volt, amit augusztus 19-én rendeztek az East Coast Parkban. A versenyzőknek 250 méter úszást, 7 km kerékpározást és 1,7 km futást kellett teljesíteniük. A csapatokban 2 fiú és 2 lány volt, akiket az augusztus 15-én, ill. 16-án megrendezett lány és fiú egyéni triatlon versenyek eredményei alapján osztottak csapatokba, kontinensek alapján (nagyjából). Így összesen 15 csapat versenyzett.

## Végeredmény
A verseny augusztus 19-én kb. délelőtt 9-kor (UTC+8) kezdődött az East Coast Parkban.
Megjegyzés: senkinek nem adtak 13-as rajtszámot.
| H     | Rsz | Csapat       | Versenyzők                                                                                               | Egyéni idők             | Összes idő | Különbség |
| ----- | --- | ------------ | --- | ----------------------- | ---------- | --------- |
| Arany | 1   | Európa 1     | Dudás Eszter (HUN) · Miguel Valente Fernandes (POR) · Fanny Beisaron (ISR) · Alois Knabl (AUT)           | 20:46 18:58 21:11 18:56 | 1:19:51.42 | ±0:00.00  |
| Ezüst | 3   | Óceánia 1    | Ellie Salthouse (AUS) · Michael Gosman (AUS) · Maddie Dillon (NZL) · Aaron Barclay (NZL)                 | 20:36 19:07 21:11 19:01 | 1:19:55.23 | +0:03.81  |
| Bronz | 2   | Amerika 1    | Kelly Whitley (USA) · Kevin McDowell (USA) · Adriana Barraza (MEX) · Lautaro Diaz (ARG)                  | 20:22 18:29 21:44 19:23 | 1:19:58.88 | +0:07.46  |
| 4.    | 4   | Európa 2     | Marlene Gomez (GER) · Jeremy Obozil (FRA) · Laura Casey (IRL) · Lukas Kocar (CZE)                        | 20:53 19:47 21:54 19:37 | 1:22:11.38 | +2:19.96  |
| 5.    | 6   | Amerika 2    | Christine Ridenour (CAN) · Luis Oliveros (MEX) · Andrea Longueira (CHI) · Juan Andrade (ECU)             | 20:21 18:47 23:07 20:15 | 1:22:30.15 | +2:38.73  |
| 6.    | 5   | Európa 3     | Monika Orazem (SLO) · Hankó Gábor (HUN) · Anna Godoy (ESP) · Tobias Klesen (GER)                         | 21:05 19:29 22:14 20:01 | 1:22:49.66 | +2:58.24  |
| 7.    | 7   | Európa 4     | Annie Thoren (SWE) · Thomas Jurgens (BEL) · Elinor Thorogood (GBR) · Andrew Hood (GBR)                   | 21:11 19:08 22:04 20:31 | 1:22:54.12 | +3:02.70  |
| 8.    | 9   | Ázsia 1      | Sato Yuka (JPN) · Ji Hong Lee (KOR) · Wai Sum Vincci Hui (HKG) · Ru Cheng (CHN)                          | 20:16 20:06 22:19 20:39 | 1:23:20.88 | +3:29.46  |
| 9.    | 8   | Nemzetközi 1 | Sara Vilic (CRO) · Abrahm Louw (NAM) · Andrea Brown (ZIM) · Wian Sullwald (RSA)                          | 21:23 19:07 23:11 19:56 | 1:23:37.79 | +3:46.37  |
| 10.   | 10  | Európa 5     | Charlotte Deldaele (BEL) · Andriy Sirenko (UKR) · Raquel Mafra Rocha (POR) · Diego Paz (ESP)             | 20:48 19:26 23:05 20:30 | 1:23:49.96 | +3:58.54  |
| 11.   | 11  | Amerika 3    | Jessica Piedra (ECU) · Carlos Perez (VEN) · Leslie Amat Alvarez (CUB) · Iuri Vinuto (BRA)                | 22:30 19:53 23:32 20:39 | 1:26:34.25 | +6:42.83  |
| 12.   | 15  | Nemzetközi 2 | Wan Qi Clara Wong (SIN) · Livio Molinari (ITA) · C. L. Betancourt de Leon (PUR) · Boyd Littleford (ZIM)  | 22:55 19:36 23:40 21:23 | 1:27:34.96 | +7:43.54  |
| 13.   | 12  | Ázsia 2      | Mingxiu Ma (CHN) · Leong Tim Law (HKG) · Karolina Solovyova (KAZ) · Yuki Kubono (JPN)                    | 22:55 20:43 23:54 20:08 | 1:27:40.62 | +7:49.20  |
| 14.   | 14  | Amerika 4    | Andrea Arenas (VEN) · Gabriel Zumbado (CRC) · Viviana Gonzalez (COL) · Andres Diaz (COL)                 | 23:17 20:44 23:30 20:21 | 1:27:52.84 | +8:01.42  |
| 15.   | 16  | Ázsia 3      | Enkhjargal Tuvshinjargal (MGL) · Kirill Uvarov (KAZ) · Mattika Maneekaew (THA) · Scott Yiqiang Ang (SIN) | 25:14 21:02 25:50 22:22 | 1:34:28.69 | +14:37.27 |

## Fordítás
- Ez a szócikk részben vagy egészben  a   Triathlon at the 2010 Summer Youth Olympics – Mixed relay című angol Wikipédia-szócikk fordításán alapul.  Az eredeti cikk szerkesztőit annak laptörténete sorolja fel. Ez a jelzés csupán a megfogalmazás eredetét és a szerzői jogokat jelzi, nem szolgál a cikkben szereplő információk forrásmegjelöléseként.